# Крадіжки кольорових та чорних металів

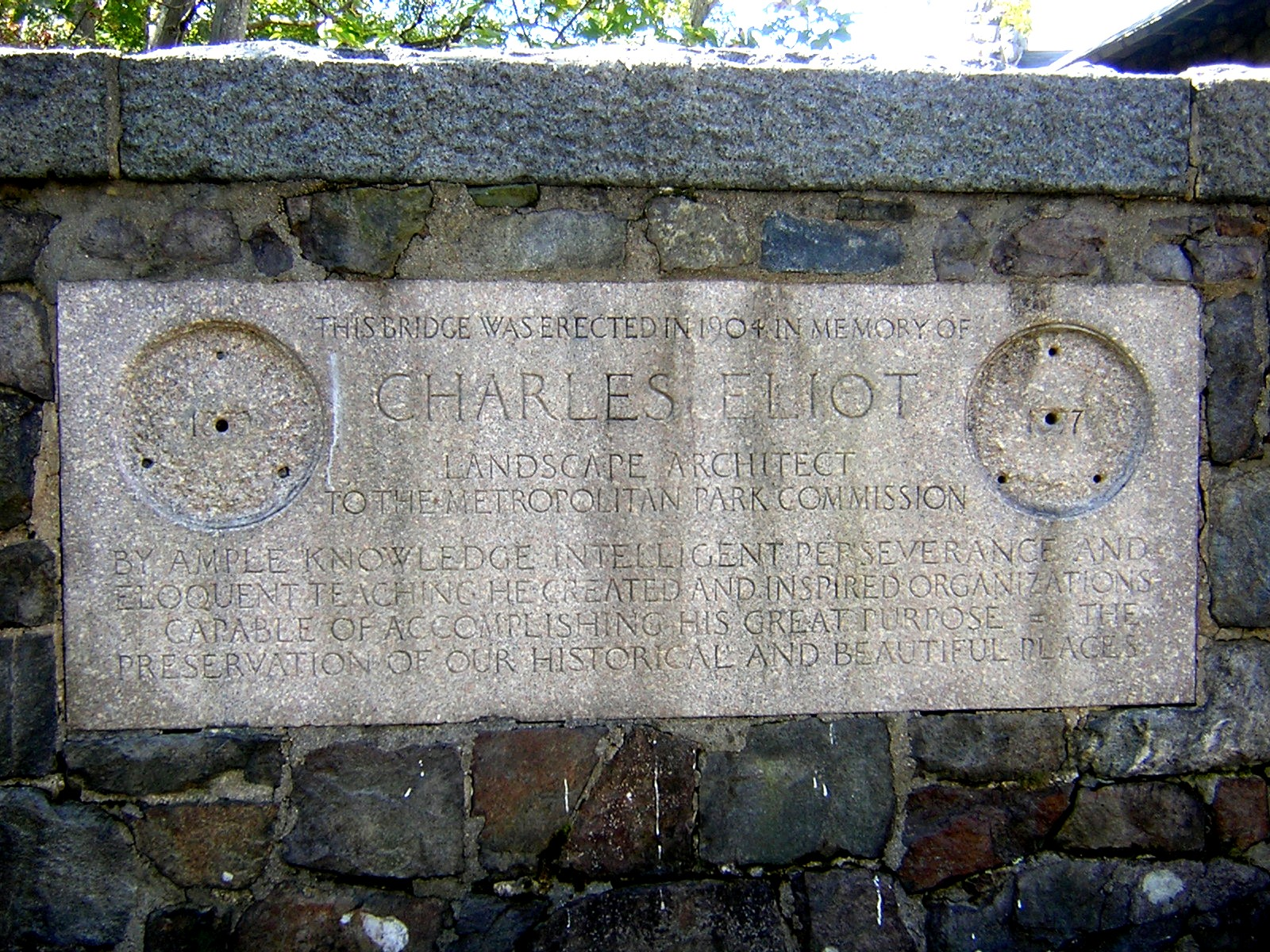
Викрадені пам'ятні таблички розміщені на пішому мості 1901 року побудови, названого в честь архітектора ім. Чарльса Елліота, Массачусетс

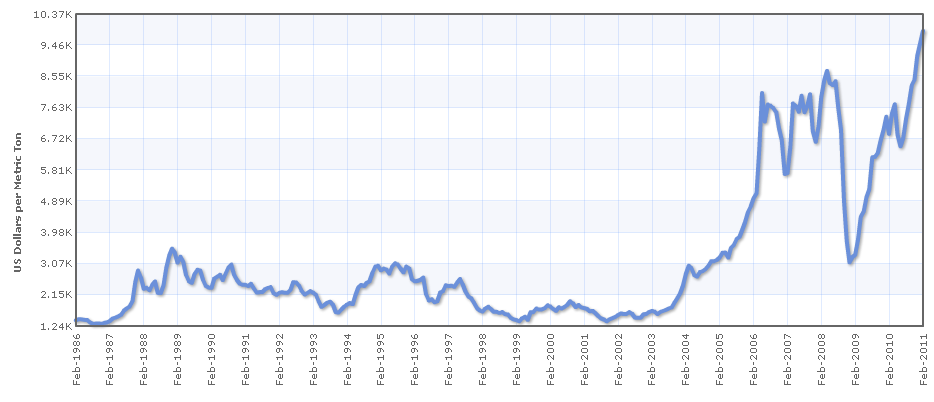
Коливання глобальних цін на мідь 1986—2011

Ви́крадення кольоро́вих та чо́рних мета́лів — суспільна світова проблема, набула особливої значимості в Україні на початку 90-x після розпаду СРСР з фактичним відкриттям кордонів і триває понині. Виникала та досі виникає в найрізноманітніших формах — від безпосереднього викрадення дротів та кабелів, щогл, рейок безпритульними, закінчуючи спеціально організованими процедурами банкрутства промислових підприємств, викуплення потужностей та територій за «борги» з наступною порізкою устаткування на чорний та кольоровий металобрухт, вивезення з територій щебеню, викорчовування кабелів з землі тощо. В 1999 році в зв'язку з масовим вивозом кольорового металобрухту було встановлено мораторій на вивезення, який формально діяв до 2006 року та був скасований під тиском СОТ.

## Передумови
Передумовами незаконної заготівлі на території України стало фактичне відкриття кордонів після розпаду СРСР, що спонукало вивезення кольорового металобрухту до країн Європи, де його можна було вигідно перепродати. Наявність попиту провокувала розквіт численних пунктів прийому всілякого брухту, але особливою цінністю вважались мідь, алюміній, латунь, бронза та різні похідні сплави — дюраль, неіржавна сталь тощо. Можливість вигідної здачі металобрухту спонукала шукачів легкої наживи до викрадення металевих огорож, дротів з ліній вуличного освітлення (часто навіть з діючих ліній вночі), масове розграбовування законсервованих після розвалу СРСР колгоспів, міських промислових підприємств. Широкої уваги також набув той факт, що в Чорнобильській зоні відчуження через неможливість повного контролю території відбувається масштабна заготівля та демонтаж елементів обладнання військового та цивільного призначення в покинутих будинках, у тому числі без належного радіологічного контролю.

## Регулювання
Чинним законодавством здійснюється регулювання щодо переміщення й вивезення чорного та кольорового металобрухту, деяких металів та сплавів, в свою чергу ліцензування такої діяльності породжує деякі кроки дерегуляції, що пояснюється в корумпованості кроків для отримання ліцензій на заготівлю металів.

## Відповідальність
На території України порушення операцій роботи з металобрухтом (заготівля, переробка, металургійна переробка брухту чорних і кольорових металів, надання приміщення, співучасть в заготівлі) передбачаються в статті 213 «Порушення порядку здійснення операцій з металобрухтом».